# 浜松市立中部中学校
浜松市立中部中学校（はままつしりつ ちゅうぶちゅうがっこう）は、静岡県浜松市中央区松城町にある市立中学校。

## 概要
- 学区は浜松市中央部に位置し、文化的施設などに恵まれており、一般に教育的関心は高い。1960～70年代までは市内の繁華街が学区に含まれていたため、経済的には裕福ながらも生徒の学力差が大きく、非行少年なども多かった。
- 主として繁華街を学区とする関係上、最近の社会構造の変化に伴うドーナツ化現象や少子化により、生徒数は減少傾向にある。
- 2017年（平成29年）4月に近隣の浜松市立元城小学校と浜松市立北小学校が統合し、当校所在地に浜松市立中部小学校が開校。浜松市立中部小学校と当校を包括する小中一貫校「浜松中部学園」開校。
2016年（平成28年）現在においては、一貫校総体の呼称を「浜松中部学園」とするものの、中学校名としての「浜松市立中部中学校」は継続使用される[1]。

## 年表
- 1947年（昭和22年） - 学制改革に伴い新設。浜松市立浜松高等女学校（現在の浜松市立高等学校）が同市広沢に移転するのに伴い、その校舎をそのまま使用し、所在地は現在に至る。
- 1948年（昭和23年） - 教室不足により浜松市立広沢小学校と浜松市立北小学校の教室にて分散授業。
- 1956年（昭和31年） - 生徒数が最大に、39学級2048名になる。
- 1957年（昭和32年） - 蜆塚教場（分校）蜆塚教場12教室等完成、分散授業開始。
- 1958年（昭和33年） - 浜松市立広沢小学校校区の全生徒、蜆塚教場へ移動。
- 1960年（昭和35年） - 蜆塚教場（分校）が浜松市立蜆塚中学校として独立。
- 2014年（平成25年） - 剣道部が全国中学校剣道大会で準優勝になる。
- 2017年（平成29年） - 浜松市立元城小学校と浜松市立北小学校と統合により、浜松市立中部小学校が開校。小中一貫教育を開始。小中一貫校総体の呼称が「浜松中部学園」、小学校名が「浜松市立中部小学校」、中学校名が「浜松市立中部中学校」となった。所在地は浜松市中区松城町の旧中部中所在地（当時の地名）。

## 学区
浜松市中央区

| - 旭町 - 池町 - 尾張町 - 鍛冶町 - 北田町 - 元目町 - 紺屋町 - 肴町 - 下池川町 - 神明町 - 大工町 | - 田町 - 千歳町 - 伝馬町 - 利町 - 常盤町 - 中沢町 - 松城町 - 元城町 - 元浜町 - 山下町 - 連尺町 |

### 学区内の小学校
- 浜松市立中部小学校（当校と同地に立地）

## 学校行事
2008年（平成20年）度予定
| - 4月 修学旅行（3年） - 5月 中間テスト - 6月 野外活動（2年）、期末テスト | - 7月 三者面談、家庭訪問、職場体験 - 8月 - 9月 体育大会 | - 10月 生徒会選挙、中間テスト、合唱コンクール - 11月 期末テスト - 12月 三者面談 | - 1月 県学力調査テスト（1・2年） - 2月 スキー教室（1年）、学年末テスト - 3月 |

## 交通
- 遠鉄バス美術館バス停より徒歩1分

## 著名な関係者

### 出身者
- 大澄賢也（タレント、ダンサー）
- 船田和英（巨人、西鉄、ヤクルト元プロ野球選手）
- 佐野心（中日ドラゴンズ元選手、現在は浜松開誠館高等学校野球部部長）
- 佐野太河（火の国サラマンダーズ所属の野球選手）
- 藤田健（ヴァンフォーレ甲府に所属した元サッカー選手）